# Microvenator
A Microvenator (jelentése 'apró vadász') az oviraptorosaurus theropoda dinoszauruszok egyik neme, amely a kora kréta korban élt a mai Montana állam középső déli részén, a Cloverly-formáció területén. A holotípus fosszília egy hiányos csontváz, ami valószínűleg egy fiatal, nagyjából 1,2 méter hosszú példányhoz tartozott. A Microvenator felnőttkori hossza a becslés szerint 3 méter körül lehetett.
A típuspéldányra (az AMNH 3041 azonosítójú leletre) Barnum Brown talált rá 1933-ban. A lelethez érdekes módon a ma Deinonychus néven ismert nem fogait kapcsolta, és úgy vélte, hogy az újonnan felfedezett állatnak kis teste és szokatlanul nagy feje volt. Emiatt a nemnek nem hivatalosan a „Megadontosaurus” ('nagyfogú gyík') nevet adta. Illusztrációkat készített a példányról, de a nevét sosem publikálta (ahogy azt több más, a Cloverly-formációban felfedezett és később, más által elnevezett dinoszaurusz, például a Deinonychus, a Sauropelta és a Tenontosaurus esetében is tette). Az AMNH 3041 részét képezi a koponya, a mellső láb, a lábfej, a bal sípcsont, 23 csigolya, 4 borda, egy meglehetősen teljes medencecsont a szeméremcsont, a combcsont, a bal boka, valamint a bal felkarcsont, orsócsont és singcsont. 1970-ben John Ostrom leírást készített a típuspéldányról és hivatalos nevet adott a számára. Ostrom az új fajhoz kapcsolta a Yale Egyetem Peabody Múzeumának gyűjteményébe tartozó YPM 5366 azonosítójú fogat is. A Brown által készített illusztrációk Peter J. Mackovicky és Hans-Dieter Sues átfogó, 1998-as monográfiájában jelentek meg. A szerzők nem tudták igazolni, hogy az YPM 5366 a Microvenatorhoz tartozik. Úgy ítélték meg, hogy a Microvenator egy oviraptorosaurus, és a csoportja legkorábbi ismert észak-amerikai tagja.

## Fordítás
- Ez a szócikk részben vagy egészben a Microvenator című angol Wikipédia-szócikk ezen változatának fordításán alapul.  Az eredeti cikk szerkesztőit annak laptörténete sorolja fel. Ez a jelzés csupán a megfogalmazás eredetét és a szerzői jogokat jelzi, nem szolgál a cikkben szereplő információk forrásmegjelöléseként.